# Towanda (Kansas)
Towanda – miasto położone w hrabstwie Butler.